# المباركية (حمص)
المباركية قرية سورية تتبع إداريًا لناحية مركز حمص التابعة لمنطقة مركز حمص في محافظة حمص في سورية.

## السكان
يبلغ عدد سكانها قرابة 2500 نسمة، يمتهنون الزراعة بشكل أساسي.[بحاجة لمصدر]